# فرد رودس
فرد رودس (بالإنجليزية: Fred Rhodes)‏ (21 مارس 1904 في المملكة المتحدة - 1988) هو لاعب كرة قدم بريطاني (وحمل سابقاً جنسية المملكة المتحدة لبريطانيا العظمى وأيرلندا) في مركز الهجوم. لعب مع برادفورد سيتي ونادي بول تاون وLiversedge F.C. ‏.